# Dom Piotra Wielkiego w Petersburgu
Dom Piotra Wielkiego w Petersburgu – pochodzący z początku XVIII wieku drewniany dom cara Piotra Wielkiego, znajdujący się w rosyjskim Petersburgu, na Wyspie Piotrogrodzkiej, nad brzegiem rzeki Newy.

## Historia
Zbudowany jako mieszkanie dla cara dom był pierwszym ukończonym budynkiem w mieście. Wzniesiono go w zaledwie trzy dni, między 24 maja?/4 czerwca 1703 a 26 maja?/6 czerwca 1703. Niewielka, parterowa budowla ma wymiary 10×20 m. Swoją formą dom miał naśladować budownictwo holenderskie. Wzniesiono go z drewnianych bali i nakryto gontem, car rozkazał pomalować je jednak specjalnie czerwoną farbą tak, by imitowały cegłę i dachówki. Dom wyposażono w wielkie okna z okiennicami. Wewnątrz budynek składa się z sieni oraz trzech izb, pełniących funkcję gabinetu, jadalni i sypialni. Nie wyposażono go jednak w żaden piec, przez co nie nadawał się do zamieszkania w chłodne zimowe miesiące.
Car użytkował dom w latach 1703–1708, a w 1723 roku nakazał wznieść nad nim zabezpieczającą go z zewnątrz murowaną konstrukcję. Konstrukcja nad budowlą została odrestaurowana z rozkazu Katarzyny II w 1784 roku, a później przez cara Mikołaja I. W 1930 roku dom przekształcono w muzeum. Podczas oblężenia Leningradu w czasie II wojny światowej budynek został zabezpieczony kamuflażem, by uchronić go przed bombardowaniem.
Przed budynkiem znajduje się osadzone na cokole brązowe popiersie cara dłuta Parmen Zabello.

## Galeria

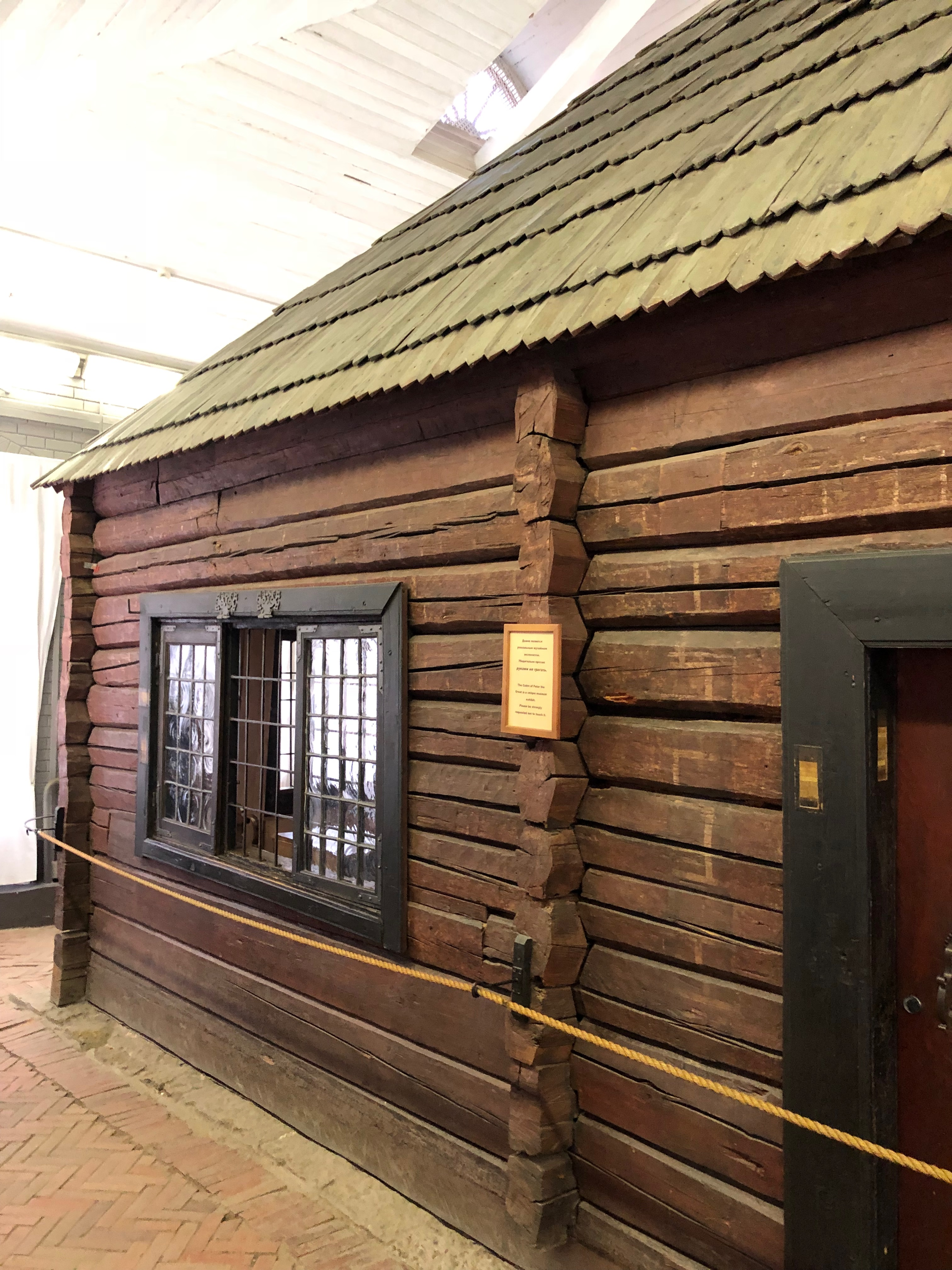
Drewniany dom cara
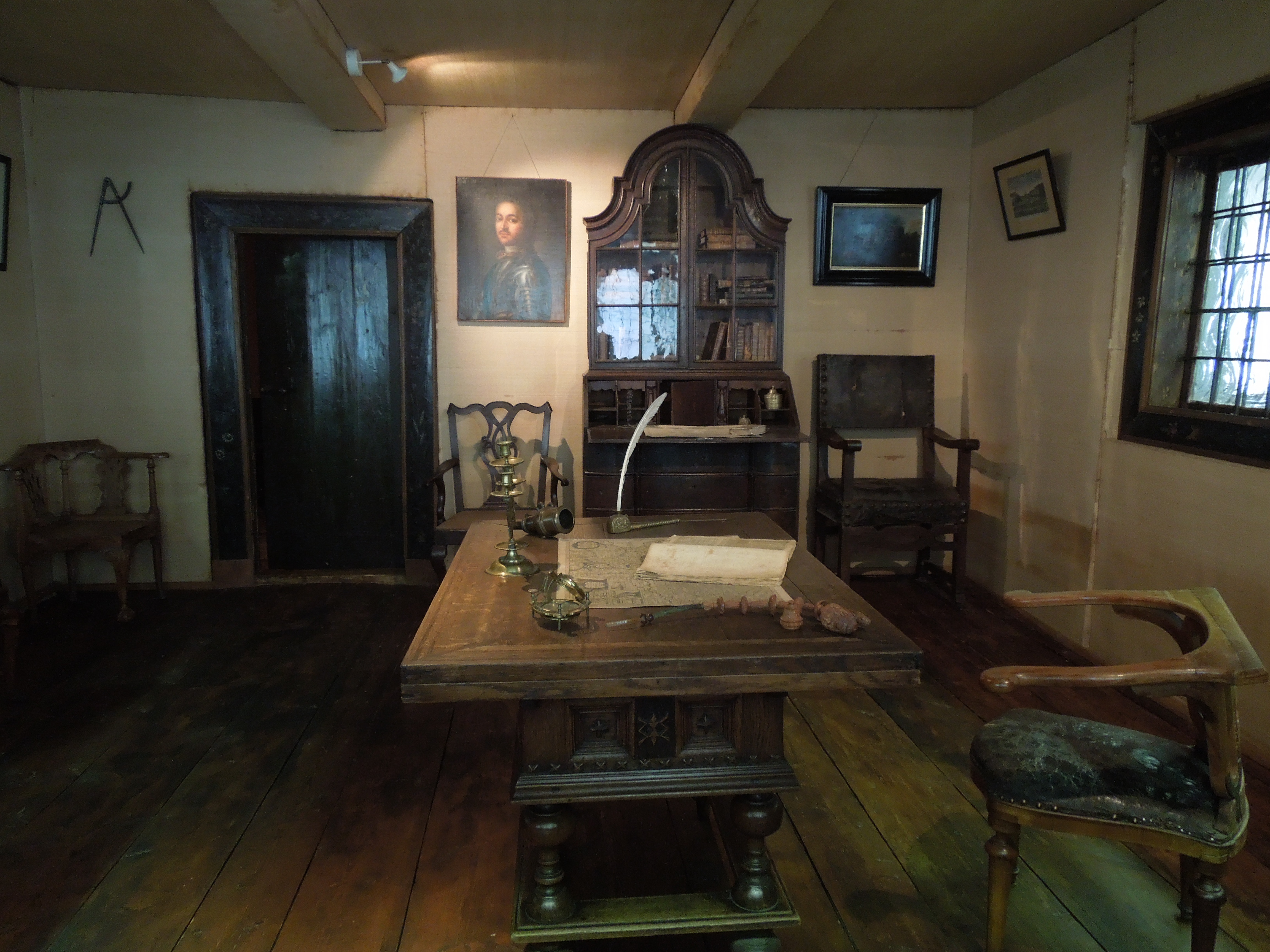
Wnętrze domu cara
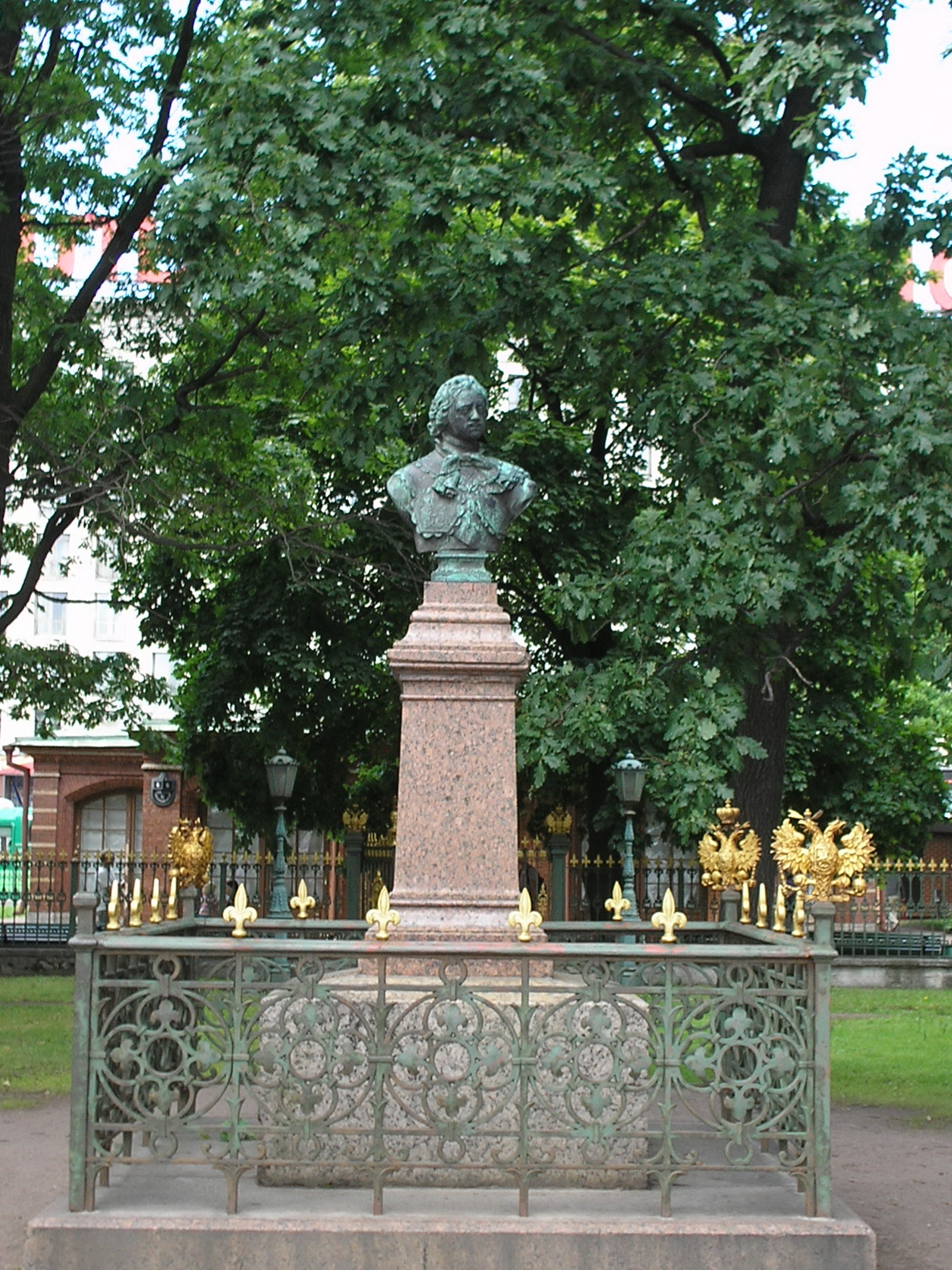
Popiersie Piotra I przed budynkiem